# .bv
.bv is het achtervoegsel van domeinnamen uit Bouveteiland, een Noors onbewoond eiland voor de kust van Antarctica. .bv-domeinnamen worden uitgegeven door UNINETT Norid, dat verantwoordelijk is voor het top level domein ".bv". In 2012 waren er 6 domeinnamen met het achtervoegsel .bv.

## Beheer doorSIDN
In oktober 2014 hebben SIDN en Norid een onderzoek gedaan naar welke mogelijkheden .bv voor Nederlandse BV's kan betekenen.
Op 1 maart 2016 maakte het SIDN bekend tijdens de bekendmaking van hun nieuwe huisstijl dat zij het beheer van .bv mogelijk zullen overnemen.
Op 23 juni 2016 maakten SIDN en Norid bekend dat het beschikbaar maken voor de Nederlandse markt van het .bv-topleveldomein niet doorgaat. De Noorse ministerraad besloot om de dispensatie die daarvoor nodig is niet te verlenen.